# 마이크 도퍼드
마이크 도푸드(영어: Mike Dopud, 1968년 6월 10일~)는 캐나다의 배우, 스턴트 배우, 전 그리다이언 선수, 아이스하키 선수이다.

## 출연 작품

### 영화
- 워킹 톨(2004)
- 디스 민즈 워(2012)
- 다이하드: 굿 데이 투 다이(2013) - 웩슬러 역
- 2047 버추얼 레볼루션 (2016, Virtual Revolution) - 내시 역
- Project Eden (2016) - 데이비드 로스 역
- 특수기동대 3: 언더 시즈 (2017, S.W.A.T.: Under Siege)

### 텔레비전
- 스타게이트 아틀란티스(2006)
- 스타게이트 SG-1(2007)
- 스타게이트 유니버스(2010-11)
- 애로우: 어둠의 기사(2016)
- 파워(2017-19)
- 원 헌드레드(2018)